# Preußenfahrt

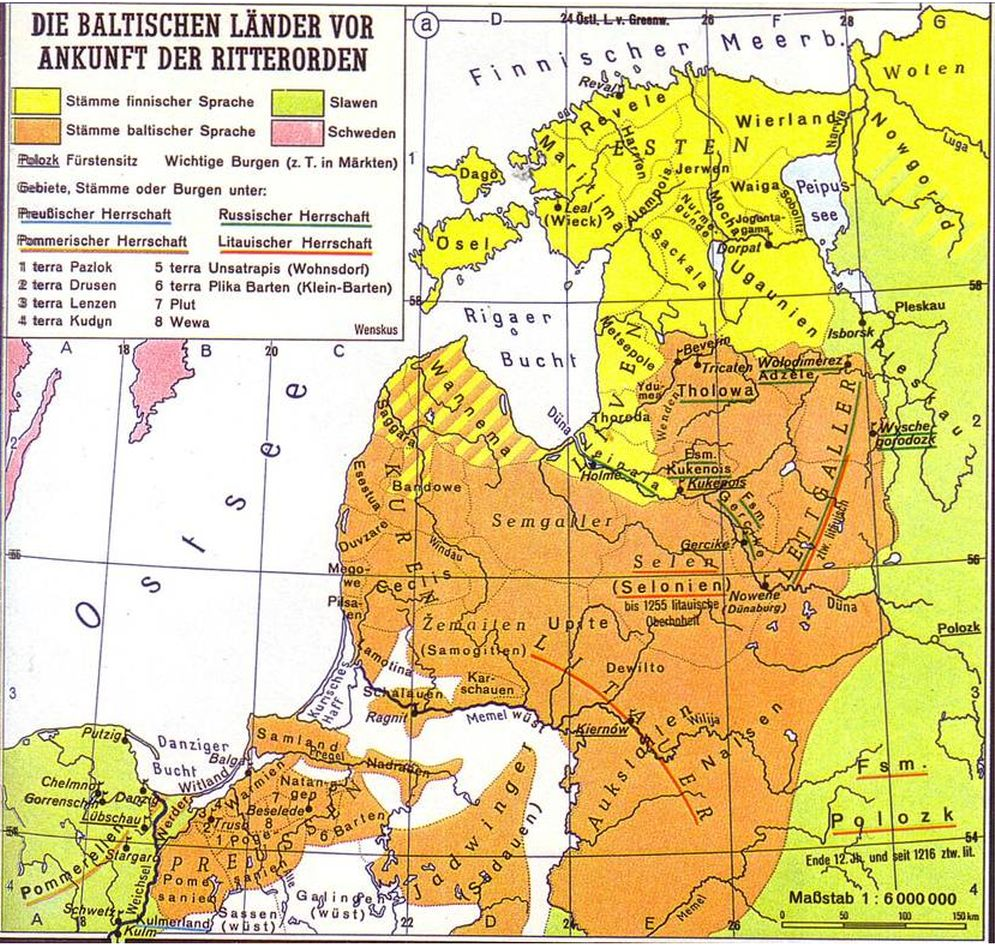
Die preußischen und baltischen Länder vor der Ankunft der Ritterorden im Jahr 1202

Unter Preußenfahrten, oft auch als Litauerreise bezeichnet, das heißt Fahrt von Bewaffneten (Reisigen), versteht man die wiederholten Kriegszüge von west- und mitteleuropäischen, zumeist adeligen Kreuzfahrern als Unterstützung für den Deutschen Orden in seinen Auseinandersetzungen mit den Prußen und Litauern. Die Idee der so genannten „Heidenfahrten“ oder „Reisen“ entstand nach dem Ende der Kreuzzüge durch den Verlust der Stadt Akkon in Galiläa im Jahr 1291. Doch der alte Kerngedanke vom Kampf gegen die „Ungläubigen“ blieb in der feudalistisch geprägten Kultur des europäischen Rittertums noch weit verbreitet. So bot sich der fortdauernde Kampf des Deutschen Ordens von Preußen aus gegen seine Kontrahenten im Osten an – erst gegen die Prußen, später das Großfürstentum Litauen. In diesem Zusammenhang spielte insbesondere im 14. Jahrhundert die nachhaltige Verweigerung der litauischen Herrscher, das Christentum anzunehmen, eine wichtige Rolle: Man kämpfte also für das Kreuz als Symbol Christi gegen ungläubige Heiden.

## Anfänge
Schon in der ersten Hälfte des 13. Jahrhunderts wurden sogenannte Preußenzüge unter päpstlicher Sanktion unter den für einen Kreuzzug üblichen Satisfaktionen, wie umfassender Sündenvergebung und weiterer Heilsversprechungen, unternommen. Der Deutsche Orden bediente sich schon damals bewusst der zeitgenössischen christlichen Ethik und feudalistischer Ehrbegriffe. In jener Zeit handelte es sich vorwiegend um Hilfeleistung bei der Kolonisation Preußens. In diesem Zusammenhang ist der „Heidenzug“ des Königs Ottokar II. Přemysl im Jahre 1255 zu erwähnen, der letztlich zur Gründung von Burg und Stadt Königsberg führte.
In der zweiten Hälfte des 13. Jahrhunderts ging der klassische Charakter eines Kreuzzuges (Absolution) jedoch verloren. Offizielle päpstliche Aufrufe zum Kreuzzug gegen die östlichen Heiden waren in Anbetracht der inneren Wirren des Reiches (Interregnum) nicht mehr verfügbar.

## Höhepunkt
Einen Höhepunkt erlebten die seit dem Ende des 13. Jahrhunderts sporadisch vorgenommenen Preußenfahrten insbesondere während der Regierungszeit des Hochmeisters Winrich von Kniprode in der sogenannten „Glanzzeit“ des Deutschordensstaates. Es entwickelte sich zu einer gesellschaftlichen Modeerscheinung innerhalb des europäischen Adels, zu „Reisen“ gegen die Ungläubigen aufzubrechen. Einer der prominentesten „Reisenden“ in dieser Zeit war Johann von Luxemburg, der 1345 auf der Marienburg und zu Königsberg weilte. Militärisch verdankte der Orden seinen Gästen einen nicht zu gering einzuschätzenden Beitrag zu seinen Erfolgen. Beispielhaft ist der Verlauf der Schlacht bei Rudau, wo effektiver Einsatz der bestens gerüsteten Preußenreisenden letztlich den Ausgang des Treffens entschied.
Ende des 14. Jahrhunderts ging aufgrund der „Bekehrung der Heiden“ im Rahmen der litauisch-polnischen Union die Bereitschaft zum „Heidenkampf“ im Dienste des Ordens merklich zurück. Ein weiterer Grund war das Vordringen der osmanischen Türken, die 1396 ein Kreuzzugsheer bei Nikopolis vernichteten und sich damit als größere Gefahr für das Abendland entpuppten, als es die Litauer waren. Dennoch standen nicht wenige „Ordensgäste“ in Diensten des Ordens in der Schlacht bei Tannenberg im Jahre 1410. Es lässt sich heute allerdings schwer klären, inwieweit es sich dabei um gerüstete Preußenfahrer oder um bloße Soldritter handelte.

## Charakter der Kämpfe in Litauen
Man unterscheidet zwei grundsätzlich verschiedene Varianten von „Heidenreisen“:
Zum einen die Sommer- oder Baureisen, welche der Errichtung bollwerkartiger Verschanzungen zwecks Erlangung geschützter Stützpunkte diente. Diese Variante trat in Zusammenhang mit der Konsolidierung des Ordens im Pruzzenlande immer mehr in den Hintergrund.
Zweitens blieben die Winterreisen. Da sich aufgrund der großen Entfernung zu den Basen sowie der Unzugänglichkeit des Geländes eine Anlage von Burgen in Litauen verbot, verlegte man sich auf Streifzüge ins Innere Litauens, die im Grunde nur zeitlich eng begrenzte Plünderungen und Brandschatzungen des „Heidenlandes“ waren. Das war für schwer Gerüstete ausschließlich zur Winterzeit möglich, da Sümpfe und unzugängliche Wälder nebst Futtermangel für die Pferde einen geordneten Vormarsch verhinderten.
Neben dem offensiven Vorgehen galt es andererseits auch, wie oben beschrieben, die Angriffe litauischer Streifscharen im Ordensland selbst abzuwehren.

## Eigenarten
Es galt weithin als hohe Ehre, „im Angesicht des/der Heiden“ den Ritterschlag durch einen Großgebietiger (Hochmeister, Großkomtur, Ordensmarschall, Trapier oder Spittler) des Deutschen Ordens zu erhalten. Des Weiteren wurde auch Beutegut den adligen Mitkämpfern großzügig zugebilligt. Das erklärt unter anderem den hohen Anteil des niederen Adels im Gefolge des Hochadels bei den Unternehmungen in Preußen. Dazu kam noch die nicht zu unterschätzende Reputation, vor Standesgenossen als „Heidenreisender“ einen besonderen Status zu erlangen.

## Logistik
Die wichtigsten Reiserouten waren:
- Köln – Lüneburg – Lübeck – Danzig
- Köln – Braunschweig – Stendal – Stettin – Kolberg – Danzig
- Köln – Magdeburg – Erfurt – Leipzig – Breslau – Thorn
- Köln – Nürnberg – Prag – Breslau – Thorn

Der Weg führte dann weiter zur Marienburg, wo man gewöhnlich dem Hochmeister seine Aufwartung machte. Von dort ging es dann weiter über Elbing und Braunsberg nach Königsberg (heute Kaliningrad), wo auf den Einsatzbefehl gewartet wurde.
Die Kreuzfahrer mussten ihre Reiseaufwendungen selbst tragen. Sie wurden allerdings durch Übereignung eventueller Beuteanteile und Teilen von Erlösen aus dem Verkauf eingebrachter Gefangener beteiligt, wobei der Umfang vom sozialen Status des jeweiligen Gefangenen abhing.

## Bekannte Preußenfahrer
- Jean II. Le Maingre
- Wilhelm von Jülich
- Ottokar II. Přemysl
- Johann von Luxemburg
- Oswald von Wolkenstein
- Gaston III. Fébus von Foix
- Jean III. de Grailly
- Johann II. von Blois
- Guido II. von Blois
- Robert de Namur
- Heinrich IV. (England)[2]
- Rutger Raitz von Frentz[3]
- Leopold III. von Habsburg
- Albrecht III. (Österreich)